# De Glymes de Hollebecque

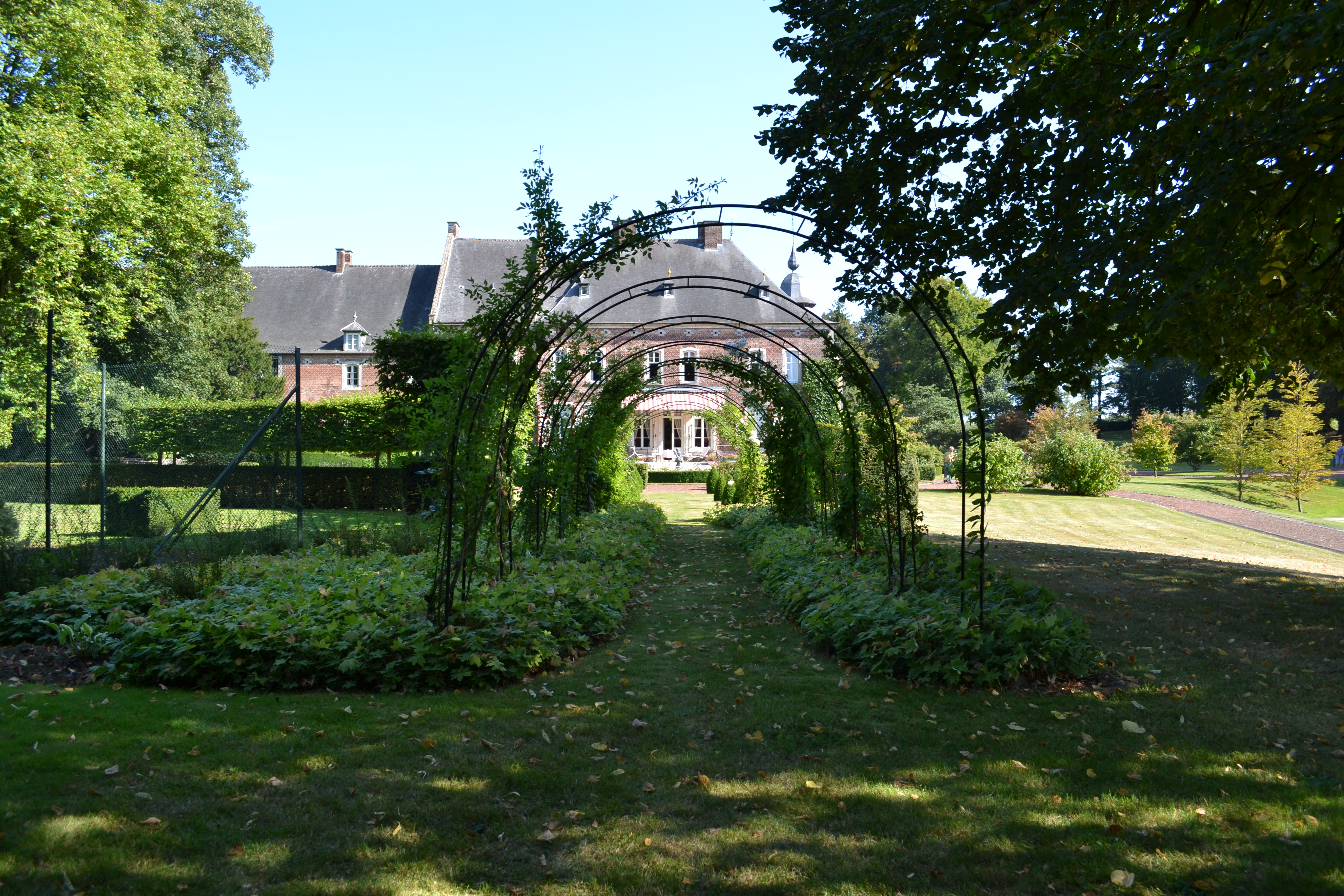
Kasteel van Glymes in Opgeldenaken

De Glymes de Hollebecque is een tot de Belgische adel behorende familie die in 1914 uitstierf.

## Geschiedenis
Op 27 augustus 1344 wettigde Lodewijk van Beieren Jean de Glymes, natuurlijke zoon van hertog Jan II van Brabant. In 1643 werd een afstammeling verheven tot graaf van Hollebecque en van het Heilige Roomse Rijk. 
De afstammeling die familiehoofd was toen in 1795 de adel werd afgeschaft, was graaf Henri Nicolas De Glymes de Hollebecque (1755-1813), getrouwd met Elisabeth de Lardenois de Ville (1763-1828). Na de heroprichting van de adel werden twee van hun zoons in de adel van het Verenigd Koninkrijk der Nederlanden opgenomen, respectievelijk in 1816 en 1817, en een kleinzoon in de Belgische adel in 1883.

## Ernest Joseph Henri Nicolas de Glymes de Hollebecque
Ernest-Joseph de Glymmes de Hollebecque (Tienen, 27 maart 1784 - Bergen, 7 juni 1864) was de oudste zoon van de hierboven genoemde Henri-Nicolas de Glymes. Hij werd in 1816 in de erfelijke adel erkend met de titel van graaf, overdraagbaar op alle afstammelingen, en met benoeming in de Ridderschap van de provincie Henegouwen.
Beroepshalve was hij directeur van de registratie en domeinen. Hij trouwde met Marie-Henriette de Berlaymont (1782-1862). Ze kregen drie kinderen:
- Henriette (1802-1838), die trouwde met baron Camille de Herissem (1800-1857).
- Hortense (1806-1858), die trouwde met baron Carles de Herissem (1805-1865).
- Victor (1810-1854), die trouwde met Thérèse Plunkett de Rathmore (1811-1889). Ze hadden een zoon, Adolphe (1836-1847).

Ernest de Glymes overleefde zijn zoon en zijn kleinzoon en hij overleed in 1864 als laatste de Glymes van zijn tak.

## Henri Ferdinand Ernest Joseph de Glymes de Hollebecque
Henri-Ferdinand de Glymes de Hollebecque (Villers-le-Peuplier, 18 december 1789 - Opgeldenaken, 16 januari 1865), broer van de voorgaande, werd in 1817 in de erfelijke adel erkend met de titel van graaf, overdraagbaar op alle afstammelingen, en met benoeming in de Ridderschap van de provincie Henegouwen.
Hij was onder het Verenigd Koninkrijk der Nederlanden districtscommissaris voor Charleroi en werd lid van de Provinciale Staten van Henegouwen. In het Belgisch koninkrijk werd hij provincieraadslid en bestendig afgevaardigde voor de provincie Brabant. Hij trouwde met Marie-Thérèse de Villers (1794-1832). Ze kregen vier dochters. Zodoende stierf zijn familietak uit toen hij in 1865 overleed.

## Libert Joseph de Glymes de Hollebecque
Libert de Glymes de Hollebecque (Bergen, 29 juli 1824 - Oudergem, 19 juni 1914) was een zoon van graaf Theodore de Glymes de Hollebecque (1786-1834) en van Agnes Tirou. Théodore, broer van de twee voorgaanden, was officier in het Franse leger en nadien directeur van de belastingen in Henegouwen. Bij de stichting van het Verenigd Koninkrijk der Nederlanden, liet hij na om hernieuwing van zijn adellijke status aan te vragen. 
Pas in 1883 bekwam zijn zoon Libert adelserkenning met de titel graaf, overdraagbaar op alle afstammelingen. Hij trouwde in 1853 met Fanny Carlier (1834-1864). Ze kregen twee zoons en een dochter, die vroeger dan hun vader overleden. Hij was derhalve niet alleen de laatste van zijn familietak, maar met hem stierf de familie de Glymes de Hollebecque in 1914 volledig uit.
De familie Glymes was verbonden aan de heerlijkheid en gemeente Jodoigne-Souveraine. Sinds de vijftiende eeuw bezaten ze er een kasteel. Het thans nog bestaande kasteel van Glymes werd in 1764 gebouwd door graaf Antoine-Joseph de Glymes en zijn halfbroer baron Ernest-Joseph de Spangen. 
Het werd geërfd door de familie de Traux de Wardin, na het huwelijk van Wenceslas de Traux (1800-1850) met gravin Octavie de Glymes (1816-1880), dochter van het echtpaar Glymes-Villers. In maart 2000 werd een vleugel van het kasteel, eigendom van baron Bernard de Traux de Wardin, door een zware brand geteisterd.